# Воины света
«Воины света» (укр. «Воїни світла») — пісня білоруського панк-рок гурту Ляпис Трубецкой з альбому Матрёшка. Гурт записав пісню упродовж 2012—2013 років й випустив її 1 березня 2014 року як п'яту пісню альбому Матрёшка.

## Історія створення
За словами лідера гурту Міхалюком Сергієм Володимировичем, пісня була написана ще наприкінці 2012-го. Гурт записав пісню упродовж 2012—2013 років й вийшла вона 1 березня 2014 року як п'ята пісня альбому «Матрёшка».
У 2022 році пісню було перекладено Українською мовою Жаданом Сергієм Вікторовичем. На офіційному YouTube каналі «ЛЯПИС 98» 12 липня 2022 року вийшло відео з піснею перекладеної пісні «Воины света».
Слова й музика: Сергій Міхалок. Виконання: Сергій Михалок, Макар Михалок. Переклад тексту: Сергій Жадан

## Відео-кліп
Ще до того як гурт створив офіційний відео-кліп, фанати 2 березня 2014 року створили неофіційне відео де є фрагмент з палаючими шинами, і воїнами світла, що борються з московськими окупантами — величезним двоголовим орлом і солдатами що йому служать. Офіційний кліп до пісні з'явився 4 березня 2014 року; режисер — Олексій Терехов. Згодом, у грудні 2015 року, з'явилася ще одна версія офіційного відео від гурту BRUTTO, де змінилося аудіо оскільки виконували його вже співаки BRUTTO, але саме відео залишилося беззмінним. Кліп з офіційним перекладом пісні з'явився 12 липня 2022 року

## Популярність в Україні
В Україні пісня стала дуже популярною у 2014 році коли наприкінці березня 2014 року, перед початком штурму російськими військовими, оригінальну російськомовну версію пісні заспівали українські моряки в Криму з корабля тральщик — Черкаси.
На хвилі популярності ряд українських поетів та колективів переклали пісню українською та створили її україномовний переспів.
2014-го року пісню було вперше перекладено українською мовою українським письменником Богданом Стельмахом. Згодом з'явилися також, окрім іншого, переклади пісні українською зроблені гуртами НАОНІ України, ЗААПіТ ЗСУ тощо.
На YouTube пісня за 4 дні зібрала більше 800 тисяч переглядів та понад 100 тисяч вподобайок.